# Gisbert Stoyan
Gisbert Stoyan (* 14. März 1942 in Berlin; † 27. Oktober 2018) war ein deutscher Mathematiker und Hochschullehrer.

## Leben
Nach Abschluss seines Studiums arbeitete Stoyan am Institut für angewandte Mathematik und Mechanik der Akademie der Wissenschaften der DDR in Ost-Berlin. Von 1967 bis 1971 war er Aspirant an der Lomonossow-Universität Moskau bei Alexander Andrejewitsch Samarski. Nach seiner Rückkehr in die Deutsche Demokratische Republik arbeitete er bis 1983 am Weierstraß-Institut für Angewandte Analysis und Stochastik. Dann wechselte er nach Budapest an die Eötvös-Loránd-Universität. Hier war er zunächst 10 Jahre lang am Rechenzentrum der Universität tätig, wo er mit Hilfe der Computer an der numerischen Lösung von Differentialgleichungen arbeitete. 1993 wurde er zum Professor der Abteilung für Numerische Analysis berufen. Ab 2012 setzte er seine Tätigkeit als Professor Emeritus fort.
Stoyan war an der Organisation mehrerer Konferenzen beteiligt. Für seine Leistungen erhielt er 2012 den Ungarischen Verdienstorden. Das HU-MATHS-IN (Hungarian Service Network of Mathematics for Industry and Innovation) benannte sein Seminar nach Stoyan.

## Forschungsinteressen
Stoyan forschte auf dem Gebiet der Numerischen Mathematik und der Angewandten Mathematik. Besonders wichtige Ergebnisse erreichte er bei der Lösung Partieller Differentialgleichungen. Ebenso gelang es ihm, zu den Erhaltungssätzen bei Differentialgleichungen beizutragen, wie zum Beispiel zur Positivität und zur Monotonie. Er untersuchte Inverse Probleme und beschäftigte sich mit der Schätztheorie und mit Mehrgitterverfahren. Er entwickelte eine Verfahren zur Integration von fast elliptischen parabolischen Gleichungen, ein Problem, das lange Zeit als unlösbar betrachtet wurde. Außerdem arbeitete er an der Lösung der Navier-Stokes-Gleichungen mit Hilfe der Finite-Elemente-Methode und der Crouzeix-Velte decomposition.
Durch Stoyans Forschungen und seine Lehrtätigkeit entstanden neue Forschungsgebiete in Ungarn. Er förderte talentierte Studenten, indem er ihnen auf diesen Gebieten Themen für ihre Diplom- und Doktorarbeiten gab und sie betreute. Für die universitäre Ausbildung schrieb er Lehrmaterialien auf dem Gebiet der angewandten Mathematik. Er modernisierte die Numerische Mathematik an der Universität zum Themenbereich Anwendung von nichtlinearen Problemen. Er war überzeugt von der Nützlichkeit der Ausbildung der Studenten anhand von praktischen Anwendungen.

## Familie
Der Mathematiker Robert Stoyan ist Stoyans Sohn.
Stoyans älterer Bruder ist der Mathematiker Dietrich Stoyan und sein jüngerer Bruder ist der Informatiker Herbert Stoyan. Stoyan ist Onkel des Astronomen Ronald Stoyan, Sohn seines jüngeren Bruders Herbert.

## Veröffentlichungen (Auswahl)
- mit Agnes Baran: Elementary numerical mathematics for programmers and engineers, 2016, übersetzt aus dem Ungarischen, ursprünglich bei Typotex, Budapest 2007, ISBN 978-3-319-44659-2.
- On a numerical model for the pianoforte, Ann. Univ. Sci. Budap. Rolando Eötvös, Sect. Comput. 39, 415-438, 2013
- The Stokes problem and the Crouzeix-Velte decomposition, Alkalmazott Mat. Lapok 26, No. 1, 179-191, 2009
- On inhomogeneous velocity boundary conditions in the Förste model of a radiating, viscous, heat conducting fluid, Ann. Univ. Sci. Budap. Rolando Eőtvős, Sect. Math. 43, 125-138, 2000
- On the monotone approximation of a two-dimensional partial differential equation with nonnegative characteristic form, Numerical treatment of differential equations, Sel. Pap. 5th Int. Semin., NUMDIFF-5, Halle/Ger. 1989, Teubner-Texte Math. 121, 259-266, 1991
- Ein FORTRAN-Programm zur Lösung von Randwertproblemen für Systeme aus zwei partiellen Differentialgleichungen mit konstanten Koeffizienten, Akad. Wiss. DDR, Zentralinst. Math. Mech., 1980
- Über eine monotone Differenzenapproximation einer partiellen Differentialgleichung, Akad. Wiss. DDR, Zentralinst. Math. Mech., 1980
- Zur Genauigkeit eines ökonomischen additiven Differenzenschemas, Math. Nachr. 58, 247-255, 1973